# 格但斯克DCT碼頭

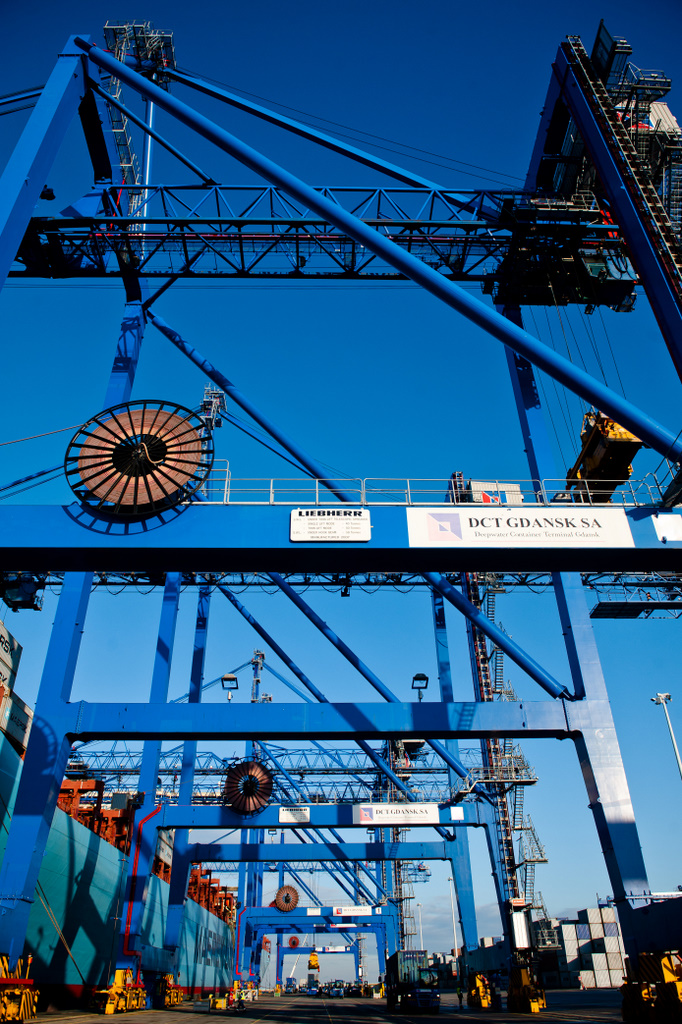
格但斯克DCT码头

格但斯克DCT码头（波兰语：DCT Gdańsk 又名：格但斯克深水集装箱码头），坐落于波兰格但斯克港北部。于2007年10月，正式投入使用。当前作为全国发展最为迅速的码头和无可争议的领袖码头地位，使其在波兰进、出口集装箱装卸排名中，拔得头筹。因而码头也成为俄罗斯圣彼得堡和波罗的海其他地区的中转纽带。2011年10月，新的起重机投入生产，达到年产125万TEU，2016年第二深水碼頭建設計劃完工後該碼頭達到達到300萬TEU。

## 大事件
格但斯克DCT集装箱码头已成为波兰海上经济的稳固跳板。因此，下列几个重大事件将概述码头的自身标准和未来发展方向。
- 格但斯克DCT与马士基航运公司的合作，使得波罗的海地区的海上经济取得重大突破。全球最大的马士基E级集装箱船，每周都将停靠在格但斯克码头。船只包括：Evelyn号、 Emma号、Eleonora号、 Elba号以及Eugen号等。它们的运载容量均达到15500TEU。
- 波兰著名政治家来访：波兰总理Donald Tusk先生，副总理兼经济部长Waldemar Pawlak 先生。
- 2011年6月，格但斯克DCT达到其第一个100万TEU装卸量。而第100万只集装箱船---马士基Emma号在抵达格但斯克DCT码头的那一刻，也标志着该船顺利完成其“处女航行”。
- 波兰最大的物流中心：由澳大利亚嘉民集团提供资金并承建的多功能物流中心，其最初的理念，是将其开发拥有50万平米的贮存面积和4万平米的办公面积。物流中心的发展将伴随本地基础设施的扩展：Sucharski公路，是维斯瓦河与格但斯克南部开挖的环城公路。该公路将连接DCT码头，并成为其一个重要优势。
- 2011年6月，码头引入新的操作系统Navis SPARCS N4
- 2011年7月，码头完成安装并启用由英国ITS公司生产设计的现代化可视管理工具E-SMART
- 马士基航运公司是第一个引入从远东地区到波罗的海（同时为DCT提供绝好的机会）直航路线（AE10）的航运公司。航线如下：AE10 亚洲-欧洲-亚洲：光洋港 - 宁波 - 上海 - 盐田 - 丹戎帕拉帕斯港 - 苏伊士运河 - 鹿特丹 - 不来梅港，格但斯克 - 奥胡斯 - 哥德堡 - 不来梅港 - 鹿特丹 - 阿尔赫西拉斯港 - 苏伊士运河 - 盐田 - 光洋港;
- 来自马士基航运公司的最佳奖项。2009年与2010年，格但斯克DCT连续两年获得马士基航运公司授予的“北欧最佳码头奖”。基于码头与马士基良好的合作，在“北欧码头每月排行榜” 连居榜首的表现，以及在奖项各项评比中，如生产力、期望值、操作间隔以及港口费用等取得的优异成绩，最终获得该项殊荣。
- 码头于2010年1月正式开始处理来自远东地区的定期集装箱航线。[來源請求]
- 2019年4月1日新加坡PSA国际港务集团、波蘭發展基金、IFM全球基礎設施基金簽署協議，三方將共同斥资10億歐元收購波蘭最大貨櫃碼頭－格但斯克貨櫃碼頭（DCTGdansk）100%股份

## 格但斯克DCT与媒体
- 码头定期会在来自地方、地区和国家的行业媒体中出现。不断的成功吸引了来自政界和商界的名家名仕。因此，码头不断的吸引到更多电视和新闻媒体的关注。
- 从一开始格但斯克DCT就认为，与传统媒体和社会媒体保持良好的沟通是至关重要的。这便是为什么格但斯克DCT一直专注在自己第一个互联网电视平台上为海上经济与码头效应等内容做宣传的原因。DCTV(http://www.youtube.com/user/DCTgdanskTV （页面存档备份，存于）)  已经采访了一些个人如：普华永道主管Adam Żołnowski先生，马士基航运公司总经理Eivind Holding先生，以及格但斯克DCT发起人Andruszkiewicz教授。参考信息：http://www.facebook.com/DCT.Gdansk.Deepwater.Container.Terminal （页面存档备份，存于）

## 数据资料
- 码头长度 - 650米（265米，深度13.5米和385米16,5米）
- 3台（STS）“超巴拿马型”龙门起重机 （52米外伸距）
- 10台（RTG）橡胶轮胎龙门起重机
- 650米连续长度的岸线长度与16.5米的最大深度
- 40米宽重型滚装坡道
- 44万平方米的总面积，与目前设备所具备的75万TEU生产能力（第一阶段）
- 7200平方米的CFS仓库面积，存储和拼箱操作
- 可容纳22000个标准箱的贮存空间，其中包括部分危险货物的隔离区
- 可容纳6000个标准箱的地下槽（集装箱第一层）
- 可停放超过100辆卡车的停车场
- 全年无冰，方便船只航行的良好条件

## 处理航线
- 马士基航运公司 AE10亚洲-欧洲-亚洲（光洋-宁波-上海-盐田-丹戎帕拉帕斯港-苏伊士运河-鹿特丹-不来梅港-格但斯克-奥胡斯-哥德堡-不来梅港-鹿特丹-阿尔赫西拉斯-苏伊士运河-盐田-光阳）
- 格但斯克芬兰海湾服务（格但斯克 - 科特卡 - 赫尔辛基 - 格但斯克）
- 格但斯克 - 圣彼得堡（格但斯克 - 圣彼得堡 - 格但斯克）

## 海上输出量
- 2007---4423 TEU
- 2008---106356 TEU
- 2009---162189 TEU
- 2010---451751 TEU
- 2011---91688 TEU (1月-2月)
- 2011---1000000 TEU(6月)